# Morpholin
Morpholin ist eine heterocyclische, bei Raumtemperatur flüssige organische Verbindung mit der Summenformel C4H9NO. Der gesättigte Sechsring enthält sowohl eine Ether-Gruppe als auch eine sekundäre Amin-Gruppe; nach dem Hantzsch-Widman-System ist es somit ein hydriertes (und daher gesättigtes) Oxazin bzw. ein Oxazinan.

## Gewinnung und Darstellung
Zur großtechnischen Herstellung von Morpholin setzt man Diethylenglycol mit Ammoniak bei Temperaturen von 130–240 °C und Drücken von 150–240 bar in Gegenwart von Nickel-, Kupfer- und Cobaltoxid-Katalysatoren, welche auf Aluminiumoxid (Al2O3) geträgert sind, um.
Die komplette Reaktion verläuft dabei in der flüssigen Phase in einem kontinuierlichen Rohr- oder Rohrbündelreaktor. Der Katalysator wird als Festbett angeordnet und die Umsetzung bevorzugt in der Rieselfahrweise durchgeführt. Die Reinigung und Aufarbeitung des Produkts erfolgt durch mehrstufige Destillation in Rektifikationskolonnen.
Außerdem kann Morpholin aus Diethanolamin oder aus Bis(2-chlorethyl)ether gewonnen werden. Diese Verfahren haben allerdings keine großtechnische Bedeutung.

## Eigenschaften

### Physikalische Eigenschaften
Morpholin ist eine brennbare, hygroskopische, farblose Flüssigkeit mit aminartigem Geruch. Mit Wasser reagiert es leicht basisch. Der Siedepunkt bei Normaldruck liegt bei 128,95 °C. Die Dampfdruckfunktion ergibt sich nach Antoine entsprechend ln(P) = A−(B/(T+C)) (P in kPa, T in K) mit A = 14,5733, B = 3384,26 und C = −61,453 im Temperaturbereich von 308 bis 393 K.

### Sicherheitstechnische Kenngrößen
Morpholin bildet leicht entzündliche Dampf-Luft-Gemische. Die Verbindung hat einen Flammpunkt von 31 °C. Der Explosionsbereich liegt zwischen 1,8 Vol.‑% (64 g/m3) als untere Explosionsgrenze (UEG) und 15,2 Vol.‑% (550 g/m3) als obere Explosionsgrenze (OEG). Die Grenzspaltweite wurde mit 0,92 mm bestimmt. Es resultiert damit eine Zuordnung in die Explosionsgruppe IIA. Die Zündtemperatur beträgt 275 °C. Der Stoff fällt somit in die Temperaturklasse T3.

## Sicherheitshinweise
Morpholin ist gesundheitsschädlich beim Einatmen, Verschlucken und Berührung mit der Haut. Es verursacht Verätzungen. Einatmen von Morpholin führt zu Lungenödemen und nachfolgenden Leber- und Nierenschäden.
Mit nitrosierenden Verbindungen (z. B. Nitriten, Stickoxiden) können sich Nitrosamine bilden, welche krebserregend wirken können.
Morpholin hat eine LD50 von 500 mg·kg−1 (dermal, Kaninchen), sowie 1910 mg·kg−1 (oral, Ratte).

## Verwendung
- Zusatz zu Wasser- und Dampfsystemen als Korrosionsinhibitor und zur Anpassung des pH-Wertes[7]
- Herstellung von Vulkanisationshilfsmitteln für die Kautschuk- und Gummiindustrie
- Zusatz bei der Betonverarbeitung
- Zusatz zu Wachsen, die zur Behandlung der Oberflächen von frischem Obst angewendet werden. Diese Verwendung ist in den EU-Staaten nicht zugelassen, aber z. B. in den USA, Kanada und Südamerika.[13]
- Herstellung der Arzneistoffe Bufexamac, Dextromoramid, Doxapram, Emorfazon, Fenclofenac, Folescutol, Fomocain, Molindon,[S 1] Moracizin, Morinamid,[S 2] Naproxen, Sulmetocin,[S 3] Timolol und Trimetozin[14] sowie dem PI3K-Inhibitor GDC-0941[15]
- In der organischen Synthese als schwache Aminbase[7]
- Speziell zur Synthese von Phenylessigsäurederivaten nach dem Willgerodt-Kindler-Verfahren
- Bei der Synthese von Enaminen, die ihrerseits wichte Synthesebausteine sind
- Eine Klasse von Fungiziden (Aldimorph, Dodemorph, Fenpropimorph, Tridemorph) hat Morpholin als gemeinsames Strukturmotiv[16]

## Externe Links zu erwähnten Verbindungen
1. ↑  Externe Identifikatoren von bzw. Datenbank-Links zu Molindon:  CAS-Nr.: 7416-34-4, EG-Nr.: 819-661-9, ECHA-InfoCard: 100.254.109, PubChem: 23897, ChemSpider: 22342, DrugBank: DB01618, Wikidata: Q593166.
2. ↑  Externe Identifikatoren von bzw. Datenbank-Links zu Morinamid:  CAS-Nr.: 952-54-5, EG-Nr.: 213-460-4, ECHA-InfoCard: 100.012.237, PubChem: 70374, ChemSpider: 63555, DrugBank: DB13417, Wikidata: Q1179238.
3. ↑  Externe Identifikatoren von bzw. Datenbank-Links zu Sulmetocin:  CAS-Nr.: 35619-65-9, EG-Nr.: 252-645-4, ECHA-InfoCard: 100.047.845, PubChem: 65790, ChemSpider: 59209, Wikidata: Q27271612.